# Сассо-ди-Кастальда
Сассо-ди-Касталда (итал. Sasso di Castalda) — коммуна в Италии, расположена в регионе Базиликата, подчиняется административному центру Потенца.
Население составляет 871 человек, плотность населения составляет 19 чел./км². Занимает площадь 45,1 км². Почтовый индекс — 85050. Телефонный код — 0975.
Покровителем населённого пункта считается San Rocco. Праздник ежегодно празднуется 16 августа.